# Crisix
Crisix fou un grup català de música thrash metal originari de la ciutat d'Igualada. Fou fundat per Javi «Carry» Carrión i Marc Torras com a bateria i baix respectivament, els quals completaren la formació amb els guitarristes Marc «Busi» Busqué, Albert Requena i, finalment, amb Juli Baz «Bazooka» que entraria per a substituir al primer vocalista.

## Trajectòria
Crisix va néixer al febrer de 2008 sota el nom de Crysys. Després d'haver guanyat el concurs Martohell Metall Rumble l'any 2008, la banda va decidir gravar el seu primer senzill «Dead by the fistful of violence» l'estiu del mateix any a l'Akord's Studio d'Igualada, per a incloure'l al recopilatori Spain Kills del segell Xtreem Music. El desembre d'aquell mateix any van gravar dos temes més «Internal Pollution» i «Mummified by society», també a l'Akord's Studio per a disposar de la seva primera maqueta, Demonsthrashion, i així poder presentar-se al concurs W:O:A Metal Battle Spain 2009. Un cop vencedors, el grup va viatjar a Alemanya el 2009 per a participar en la final internacional. Crisix va competir juntament amb 19 bandes de tot el món i van guanyar per majoria de vots del jurat.
A principis de 2010 Crisix va estar treballant amb Waldemar Sorychta per a preproduir el seu primer àlbum, però setmanes després la discogràfica va comunicar al grup que no se'n podrien fer càrrec com tampoc no de la seva promoció, per tant, el grup va haver d'acabar la producció i gravar l'àlbum pel seu compte el novembre de 2010 a l'Axtudio de Barcelona.

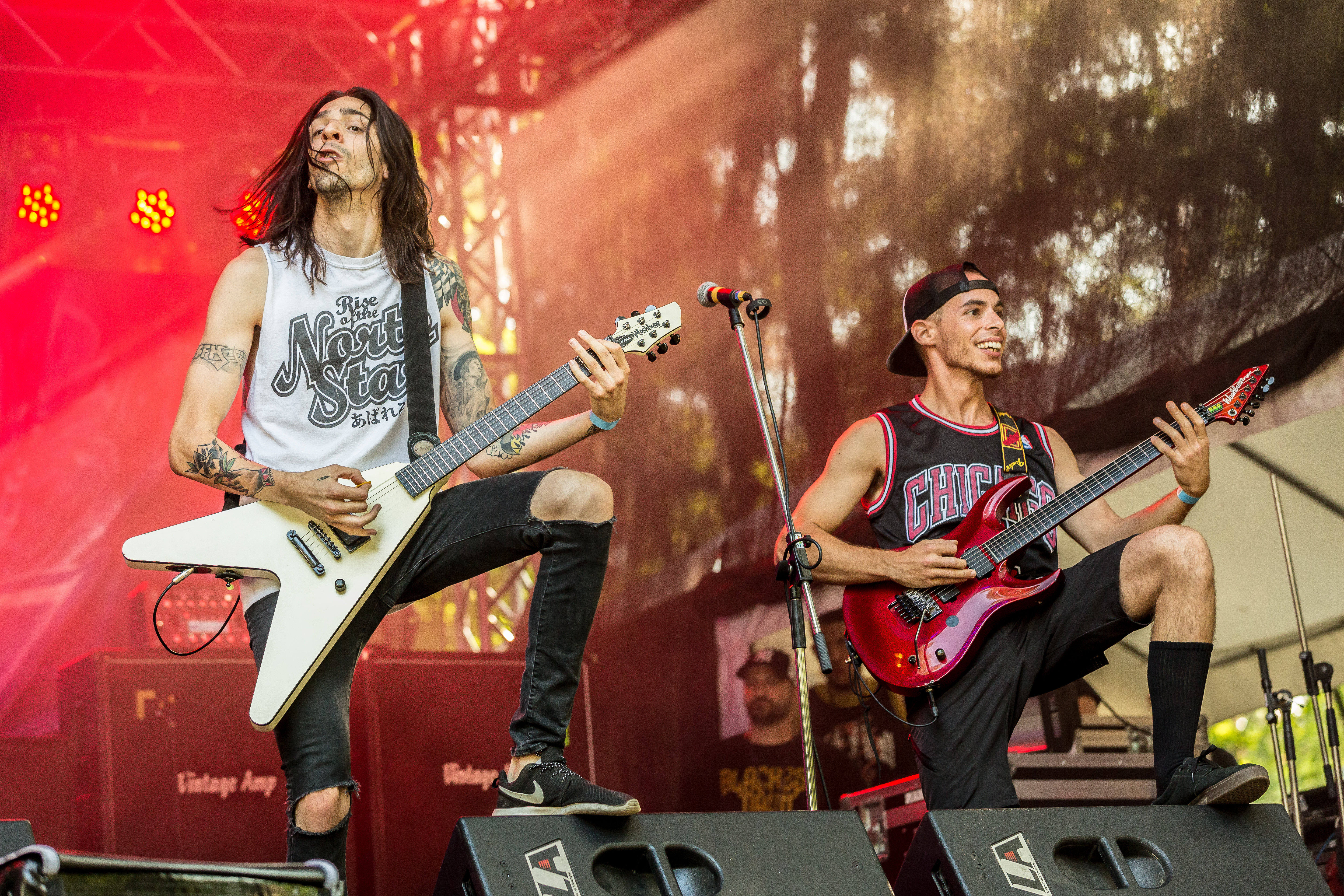
BB Plaza i Albert Requena

Crisix va començar l'enregistrament del seu segon àlbum el novembre de 2012 als estudis Moontower de Barcelona amb Javi Félez com a productor i enginyer de so. La mescla i la masterització va anar a càrrec d'Erik Rutan als estudis Mana Recordings (Cannibal Corpse, Agnostic Front) de Florida. El primer senzill de l'àlbum, «Bring 'em to the Pit», va ser publicat el 10 d'abril de 2013 en forma de videoclip. Posteriorment, el 30 d'abril, la banda va publicar el seu segon disc, Rise... Then Rest. El mes de maig, Crisix va iniciar la gira Tour Then Rest que els va portar per tota la geografia peninsular. El juliol de 2019, deu anys després d'haver-hi actuat per primer cop guanyant el Wacken Metal Battle, van oferir un espectacular concert a l'escenari Wasteland del festival alemany Wacken Open Air. L'any 2021, Crisix estrenà el documental A Great Wacken Story que recull la seva relació amb el festival.
A finals de l'any 2024 Crisix va anunciar una aturada indefinida a partir del mes de desembre. Com a regal d'acomiadament a tots els seguidors de la banda, decidiren regalar el seu últim DVD físic del concert, Live from home, gravat en directe a l'Igualada Rock City el 25 d'agost del 2023.

## Discografia
- 2011: The Menace
- 2013: Rise... Then Rest
- 2016: From Blue to Black[11]
- 2018: Against The Odds[12]
- 2019: Crisix Sessions: #1 American Thrash
- 2021: The Pizza EP[13]
- 2022: Full HD
- 2023: Still Rising... Never Rest